# Domitia lupanaria
Domitia lupanaria är en skalbaggsart som beskrevs av Thomson 1858. Domitia lupanaria ingår i släktet Domitia och familjen långhorningar.
Artens utbredningsområde är Gabon. Inga underarter finns listade i Catalogue of Life.